# Imperium (jeu vidéo)
Pour les articles homonymes, voir Imperium (homonymie).
Imperium est un jeu vidéo de type 4X développé et édité par Electronic Arts, sorti en 1990 sur Amiga, Atari ST et DOS.

## Réception
| Imperium          |      |       |
| Média             | Nat. | Notes |
| Amiga Action      | GB   | 68 %  |
| Amiga Format      | GB   | 86 %  |
| CU Amiga          | GB   | 53 %  |
| Dragon Magazine   | US   | 4/5   |
| Gen4              | FR   | 60 %  |
| Joystick          | FR   | 92 %  |
| The Games Machine | GB   | 96 %  |
| Tilt              | FR   | 14/20 |
| Zzap!64           | GB   | 70 %  |

## Postérité
Rétrospectivement, le journaliste Bruce Geryk du site GameSpot met en avant l’influence d’Imperium sur le développement des jeux 4X de conquête spatiale. Il note en effet qu’en termes de réalisation, il se démarque de la présentation simplifié de ses prédécesseurs avec sa carte que le joueur peut faire pivoter, pour donner l’impression d’un univers en trois dimensions, et son interface graphique à base de fenêtre, qui ouvre la voie à des jeux 4X de plus en plus complexe. Il ajoute qu’en plus des fonctionnalités habituelles de ce type de jeu, il inclut plusieurs innovations comme la possibilité d’engager le combat dans l’espace (et pas seulement en orbite) et l’idée de distorsion qui fait influe sur la précision des informations données au joueur concernant les forces ennemies. 